# Arshanto-formatie
De Arshanto-formatie is een geologische formatie in de Volksrepubliek China die afzettingen uit het Eoceen omvat.

## Locatie
De Arshanto-formatie bevindt zich in het oosten van het Erlian-bekken in de noordelijke Chinese regio Binnen-Mongolië. In het Erlian-bekken liggen meerdere gesteentelagen uit het Paleogeen. De Arshanto-formatie overligt de Nomogen-formatie en onderligt de Irdin Mahna-formatie.

## Ouderdom
De Arshanto-formatie dateert uit het Eoceen en het is de typelocatie van de Asian Land Mammal Age Arshantan, 49 tot 46 miljoen jaar geleden. 

## Fossiele vondsten
Het fossielenbestand van de Arshanto-formatie bestaat uit herbivore zoogdieren zoals Uintatherium en Gobiatherium behorend tot de Dinocerata, pantodonten en onevenhoevigen zoals Helaletes, Heptodon, Hyrachyus en Fostercooperia, de carnivore hoefdieren Mesonyx, Hapalodectes en Mongolonyx uit de Mesonychia, knaagdieren, haasachtigen en insectivoren.
Verschillende geslachten van zoogdieren uit de Arshanto-formatie zijn ook bekend uit de Bridger-formatie in de Verenigde Staten, wat wijst op een verbinding tussen Noord-Amerika en Azië via de landbrug van Beringia in deze periode van het Eoceen.